# Meichow
Meichow ist ein Ortsteil der Gemeinde Gramzow im Landkreis Uckermark im Nordosten des Landes Brandenburg. 

## Geografie und Verkehrsanbindung
Meichow liegt südwestlich des Kernortes Gramzow an der in Nord-Süd-Richtung verlaufenden B 198.

### Naturschutzgebiete
- Südwestlich vom Ort liegt das 2.830,66 ha große Naturschutzgebiet Melzower Forst. Durch das Gebiet, das seit dem 1. Oktober 1990 unter Naturschutz steht, führt die A 11 (= E 28).
- Südlich liegt der 13,63 ha große Torfbruch bei Polßen, der ebenfalls seit dem 1. Oktober 1990 unter Naturschutz steht.

Siehe Liste der Naturschutzgebiete in Brandenburg

## Sehenswürdigkeiten

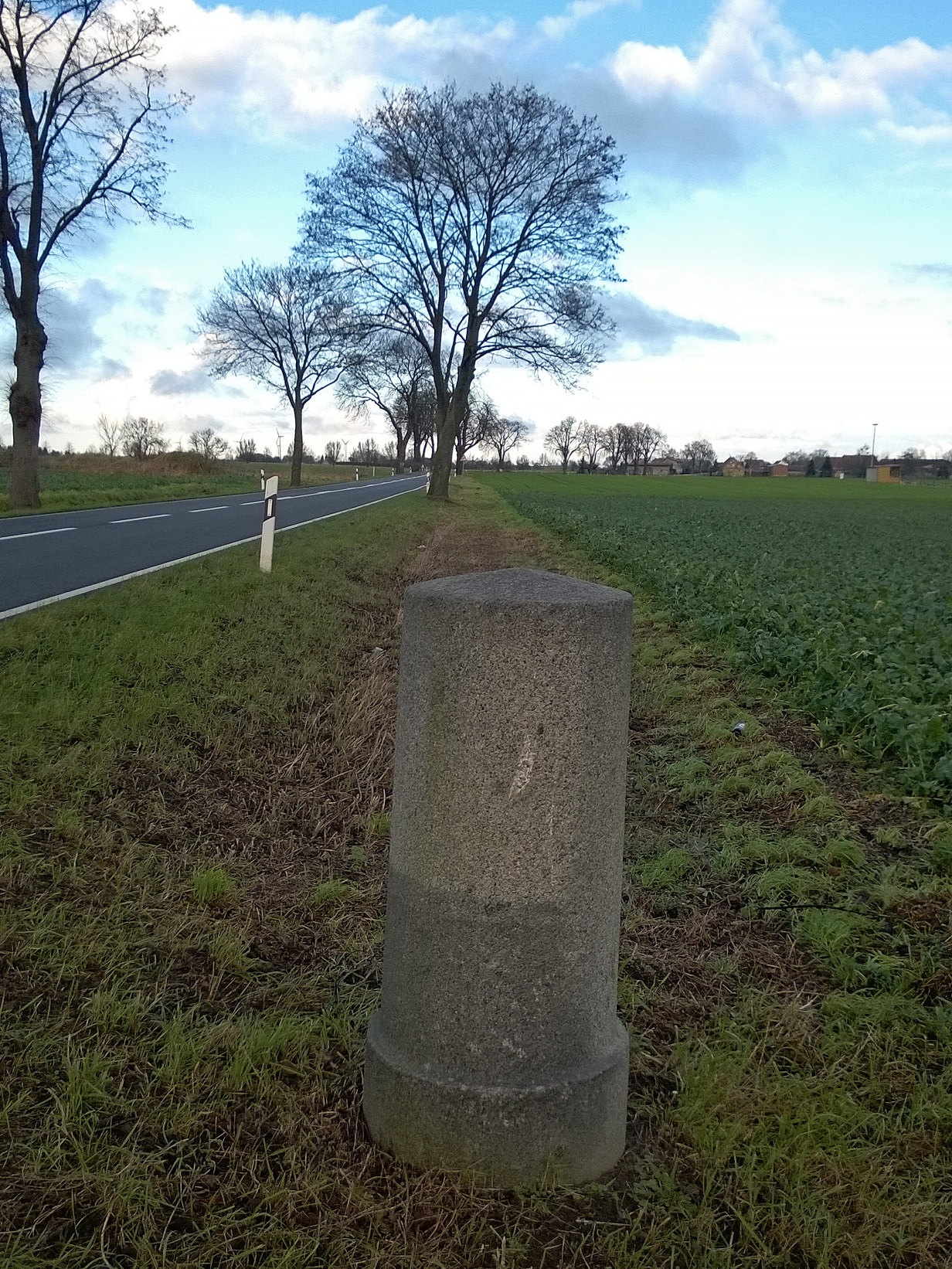
Postmeilensäule an der B 198 (Rundsockelstein)

- die Kirche an der Meichower Straße; das Altarbild Unterm Kreutz hat der Künstler Rudolf Nehmer (1912–1983) im Jahr 1956 für die Dorfkirche Meichow geschaffen
- die Postmeilensäule bei km 54,07 an der B 198

Siehe Liste der Baudenkmale in Gramzow (Meichow)